# Kerk van Sunnemo
De kerk van Sunnemo staat in de Zweedse plaats Sunnemo. De kerk staat centraal in het dorp. De houten kerk werd geopend in 1653, de kerktoren in 1676.
Ekshärad · Gustav Adolf · Hagfors · Råda · Sunnemo · Uddeholm